# Brian Levant
Brian Levant (ur. 6 sierpnia 1952 w Highland Park w stanie Illinois) – amerykański reżyser, producent i scenarzysta filmowy, twórca kina familijnego.

## Filmografia (reżyseria)
- Kochany urwis 2 (1991)
- Beethoven (1992)
- Flintstonowie (1994)
- Świąteczna gorączka (1996)
- Flintstonowie: Niech żyje Rock Vegas! (2000)
- Śnieżne psy (2002)
- Daleko jeszcze? (2005)
- Scooby-Doo: Strachy i patałachy (2009)
- Nasza niania jest agentem (2010)
- Scooby-Doo: Klątwa potwora z głębin jeziora (2010)